# Giocattolo a ore
Giocattolo a ore (The Toy) è un film del 1982 diretto da Richard Donner, remake del film francese Professione... giocattolo (Le jouet) (1976) diretto da Francis Veber.

## Trama
Quando il miliardario U.S. Bates accompagna il figlio Eric al negozio di giocattoli, gli dice che può scegliere il giocattolo che preferisce e portarselo a casa. Ma la scelta del bambino cade su Jack Brown, un commesso nero che lavora in quel negozio. Inizialmente frustrato e umiliato dal bambino, a un certo punto Jack prenderà in mano la situazione e farà capire a quel bimbo ricco e viziato i veri valori della vita.